# Sergentomyia grevkovi
Sergentomyia grevkovi är en tvåvingeart som först beskrevs av Khodukin 1929.  Sergentomyia grevkovi ingår i släktet Sergentomyia och familjen fjärilsmyggor. Inga underarter finns listade i Catalogue of Life.